# Lista de prefeitos de Marcelino Vieira
Esta é a lista de prefeitos de Marcelino Vieira, município brasileiro do estado do Rio Grande do Norte.
| Nº | Prefeito                               | Imagem                                 | Partido | Início de mandato      | Fim de mandato         | Vice-prefeito                   | Observações                   |
| -- | -------------------------------------- | -------------------------------------- | ------- | ---------------------- | ---------------------- | ------------------------------- | ----------------------------- |
| 1  | João Batista Fernandes Vieira          |                                        |         | 24 de novembro de 1953 | 30 de janeiro de 1955  | —                               | Prefeito nomeado              |
| 2  | José Calazans Fernandes                |                                        |         | 31 de janeiro de 1955  | 30 de janeiro de 1960  | Manoel Vicente de Medeiros      | Prefeito e vice eleitos       |
| 3  | Romualdo Carneiro do Nascimento        |                                        |         | 31 de janeiro de 1960  | 30 de janeiro de 1965  | João Medeiros de Andrade        | Prefeito e vice eleitos       |
| 4  | Alexandre Nonato Fernandes             |                                        |         | 31 de janeiro de 1965  | 30 de janeiro de 1970  | Vicente Lopes Fernandes         | Prefeito e vice eleitos       |
| 5  | Vicente Lopes Fernandes                |                                        |         | 31 de janeiro de 1970  | 30 de janeiro de 1973  | Vicente Arnaud de Medeiros      | Prefeito e vice eleitos       |
| 6  | Alexandre Nonato Fernandes             |                                        |         | 31 de janeiro de 1973  | 30 de janeiro de 1977  | Francisco de Assis Costa        | Prefeito e vice eleitos       |
| 7  | Raimundo Renovato Fontes               |                                        |         | 31 de janeiro de 1977  | 30 de janeiro de 1983  | Vicente Arnaud de Medeiros      | Prefeito e vice eleitos       |
| 8  | Licurgo Nunes Quinto                   |                                        |         | 31 de janeiro de 1983  | 31 de dezembro de 1988 | Nicodemos Alexandre Costa       | Prefeito e vice eleitos       |
| 9  | Raimundo Nonato Neto                   |                                        |         | 1º de janeiro de 1989  | 31 de dezembro de 1992 | Josemar Augusto Costa           | Prefeito e vice eleitos       |
| 10 | José de Arimateia Fernandes            |                                        |         | 1º de janeiro de 1993  | 31 de dezembro de 1996 | não encontrado                  | Prefeito e vice eleitos       |
| 11 | Raimundo Nonato Neto                   |                                        | PL      | 1º de janeiro de 1997  | 2 de outubro de 1997   | Josemar Augusto Costa           | Prefeito e vice eleitos       |
| 12 | Josemar Augusto Costa                  |                                        |         | 3 de outubro de 1997   | 31 de dezembro de 2000 | —                               | Vice-prefeito eleito no cargo |
| 13 | Francisco Iramar de Oliveira           |                                        | PL      | 1º de janeiro de 2001  | 31 de dezembro de 2008 | José Ferrari de Oliveira        | Prefeito e vice eleitos       |
| 13 | Francisco Iramar de Oliveira           | Prefeito e vice reeleitos              | PL      | 1º de janeiro de 2001  | 31 de dezembro de 2008 | José Ferrari de Oliveira        |                               |
| 14 | José Ferrari de Oliveira               |                                        | PR      | 1º de janeiro de 2009  | 4 de dezembro de 2016  | Arli Maria de Paiva Lima        | Prefeito e vice eleitos       |
| 14 | José Ferrari de Oliveira               | Tâmisa Tébita Nonato Paiva de Oliveira | PR      | 1º de janeiro de 2009  | 4 de dezembro de 2016  | Prefeito reeleito e vice eleita |                               |
| 15 | Tâmisa Tébita Nonato Paiva de Oliveira |                                        | PSD     | 5 de dezembro de 2016  | 31 de dezembro de 2016 | —                               | Vice-prefeita eleita no cargo |
| 16 | Kerles Jácome Sarmento                 |                                        | PSD     | 1º de janeiro de 2017  | 31 de dezembro de 2024 | Arli Maria de Paiva Lima        | Prefeito e vice eleitos       |
| 16 | Kerles Jácome Sarmento                 | Prefeito e vice reeleitos              | PSD     | 1º de janeiro de 2017  | 31 de dezembro de 2024 | Arli Maria de Paiva Lima        |                               |
| 17 | Hindemberg Pontes de Lima              |                                        | PODE    | 1º de janeiro de 2025  | até a atualidade       | Juliana Emídia Nascimento Costa | Prefeito e vice eleitos       |